# Leptostroma phragmitis
Leptostroma phragmitis är en svampart som beskrevs av Fr. 1858. Leptostroma phragmitis ingår i släktet Leptostroma och familjen Rhytismataceae.   Inga underarter finns listade i Catalogue of Life.